# Sherilyn Fenn
Sheryl Ann Fenn, detta Sherilyn (Detroit, 1º febbraio 1965), è un'attrice statunitense.
Divenuta famosa grazie al ruolo di Audrey Horne in Twin Peaks, Sherilyn è ricordata anche per i film Boxing Helena e Uomini e topi, oltre che per telefilm come Rude Awakening e Una mamma per amica. Nel corso della sua carriera ha lavorato con molti attori e registi, tra cui David Lynch e Carl Reiner.

## Biografia

### Infanzia
Sherilyn Fenn è figlia di Arlene Quatro, nota musicista, e nipote della cantante Suzi Quatro.
Dopo la separazione dei genitori, avvenuta quando aveva dodici anni, Sherilyn e i suoi due fratelli maggiori (Leo e David) passarono l'infanzia seguendo la madre nelle diverse tappe dei suoi concerti. A 17 anni Sherilyn si stabilisce a Beverly Hills e proprio in quel luogo deciderà di recitare. Grazie all'incontro con un agente, amico della madre, che la consiglierà sul da farsi, Sherilyn si iscriverà alla scuola di recitazione Lee Strasberg Institute. 

#### Inizio carriera
Dopo diversi annunci pubblicitari e qualche film Tv, Sherilyn ottiene un ruolo piccolo ma rilevante nell'umoristico film con Chris Penn e Eric Stoltz, The Wild Life. Nel 1985, interpreta il ruolo di una ragazza che seduce una sua coetanea teen-ager travestita da uomo nella commedia Un ragazzo come gli altri; seguiranno a ruota libera Il replicante e Thrashin' - Corsa al massacro. Dopo una partecipazione al telefilm 21 Jump Street, ed aver sostenuto un provino per il film  La storia fantastica (la parte andò poi a Robin Wright Penn), Sherilyn ottiene la notorietà grazie al film Congiunzione di due lune, pellicola erotica diretta dal regista Zalman King, dove appare completamente nuda.

### Il successo
Nel 1990 la produzione di Twin Peaks le affida il ruolo di Audrey Horne, personaggio ironico e minaccioso allo stesso tempo, che riscuote un enorme successo. Angelo Badalamenti scrive per il personaggio tre temi musicali Audrey Dance, Audrey's Prey e Audrey; Victoria Jackson ne fa una parodia al Saturday Night Live,; una foto di Audrey Horne viene mostrata in una puntata del The Late Late Show with Craig Kilborn ; dieci anni dopo il grande successo del serial tv, un gruppo norvegese chiamerà la propria band con l'omonimo nome. Nel frattempo arriva anche il successo al cinema: Cuore selvaggio film di David Lynch, che vede Sherilyn interpretare il ruolo della ragazza uccisa dopo un incidente automobilistico, è premiato con la Palma d'oro a Cannes. Anche il regista Roger Vadim nel 1990 pensa a lei come una delle candidate ideali per il sequel di  Barbarella. Purtroppo il film non ha un seguito, ma la carriera non ne risente, visto che nei tre anni successivi reciterà in ben sette film.
Nel 1991, dopo aver affiancato Mark Harmon nel film tv ispirato alla vita di John Dillinger, Dillinger, nemico pubblico numero uno, spalleggiata da Forest Whitaker, interpreta una madre disposta a tutto pur di tenersi il figlio nel thriller Il diario di un killer. Nel 1992, è al fianco di Danny Aiello per interpretare il fittizio personaggio della spogliarellista Candy Cane (personaggio che nelle movenze e nelle sembianze si ispira alle reali Candy Barr, Marilyn Monroe e Judith Campbell Exner), nel film che racconta la vita di Jack Ruby, Ruby - Il terzo uomo a Dallas. L'interpretazione di Candy Cane colpì molto la critica cinematografica italiana, tanto che Morando Morandini nel suo dizionario scrive:
Sempre nello stesso anno, circondata da Gary Sinise e John Malkovich, affronta i critici di Cannes interpretando una moglie sola e triste nel remake del film Uomini e topi. Nel 1993, alla 50ª Mostra di Venezia, viene presentato Boxing Helena, film che segna l'esordio alla regia di Jennifer Lynch. In origine, Sherilyn non doveva prendere parte al progetto, in quanto il ruolo di Helena era stato attribuito prima a Kim Basinger e poi Madonna, ma Basinger fece dietrofont, sconvolta dalle troppe scene di violenza e sesso, e pure Madonna all'ultimo momento rifiutò la parte; quindi Lynch decise di affidare la parte a Fenn.
Nel 1995 ha l'arduo compito di interpretare la vita di Elizabeth Taylor nella miniserie televisiva Liz, la diva dagli occhi viola. Nel 1997 è al cinema con Lovelife, film diretto da Jon Harmon Feldman (ideatore di Tru Calling). Nel 1998, grazie alla sitcom Rude Awakening, decide di sperimentare l'arte più difficile, la comicità. Per tre anni interpreta Billie, attrice alcolizzata, che pur cercando di tenersi sobria per superare i provini con i produttori cinematografici, non smetterà di combattere con il problema che la tormenta. La serie in Italia è stata trasmessa su Canal Jimmy nella primavera del 2003.
Nel 1999, esce Cement - Fino all'ultimo colpo, film che segna l'esordio alla regia dell'attore Adrian Pasdar e che vede Sherilyn vestire i panni di una donna fatale. La pellicola che vede tra i protagonisti Chris Penn e Jeffrey Wright, ottiene buoni consensi di pubblico tanto da guadagnarsi un premio per le migliori immagini. Nel 2003, al Sundance Film Festival viene presentato Il delitto Fitzgerald, film prodotto da Kevin Spacey e che vede Sherilyn interpretare Angela, la donna dei sogni e dei desideri di Leland (Ryan Gosling). Dopo essersi dedicata alla regia, girando un documentario sul Cosmikids, riguardante lo sviluppo del bambino, e il suo fondatore Judy Julin, nel 2007 recita nel film Hazzard - I Duke alla riscossa, prequel del telefilm Hazzard.
Nel 2007 dopo 19 anni torna a recitare con David Carradine nel film indipendente Treadure Riders.Nel 2009 interpreta l'avvocato Barbara Dietrichson nel film vincitore di diversi premi The Sceneters. Nel 2012 è nel cast del film tv horror Bigfoot, mentre nel 2017 è tra i protagonisti del film horror Wish Upon.

### Guest Star in serie tv
Nel 1985 ottiene il primo ruolo in una serie televisiva, partecipando in veste di guest star ad un episodio del telefilm generazionale Cin cin. Tra il 1987 e il 1990 recita in due episodi di 21 Jump Street. Diretta da Robert Zemeckis, nel 1995, al fianco di Isabella Rossellini e John Lithgow recita il ruolo dell'amante di Humphrey Bogart (comparso grazie a particolari effetti speciali), nella serie fantasy I racconti della cripta. Nel 1997, appare in un episodio di Friends, interpretando la fidanzata con la gamba di legno di Chandler Bing (Matthew Perry). In seguito, dopo aver recitato la parte di una donna malvagia in Law & Order - Unità vittime speciali, interpreta il ruolo di una madre sexy in CSI: Miami, una donna sepolta viva nella tomba in NCIS, e una moglie tradita che viene uccisa dalla defunta amante del marito in Night Visions.
Nel 2002 in Dawson's Creek veste i panni di Alex, austera proprietaria di un ristorante che con il suo fascino fa perdere la testa a Pacey (Joshua Jackson). Tra il 2003-2004, partecipa a diversi episodi di Boston Public. È l'unica attrice ad aver interpretato due ruoli diversi in una sola fiction: nella serie Una mamma per amica è infatti apparsa in due diverse stagioni, con due ruoli completamente diversi: nella terza stagione ha interpretato Sasha, la ragazza del padre di Jess, mentre nella sesta e nella settima serie è stata Anna Nardini, la madre della figlia di Luke. Nel 2010 assieme ai colleghi Dana Ashbrook, Sheryl Lee e Ray Wise tributa la serie televisiva Twin Peaks partecipando all'episodio numero dodici della quinta stagione di Psych. Nel 2013 partecipa a 4 episodi di Magic City e nel 2017 ritorna a vestire i panni di Audrey Horne nella terza stagione di Twin Peaks. Nel 2019 partecipa a 8 episodi della serie Golia. Tra il 2017 e il 2021 recita in 14 episodi di S.W.A.T.

## Vita privata
Nel 1985 durante le riprese del documentario Dummies conosce Johnny Depp, con il quale vive una storia d'amore che termina nel 1989. Le sue iniziali S.F. sono scritte sull'elmetto di Johnny Depp nel film Platoon e sulla chitarra dell'epoca dell'attore
In seguito vive delle storie più o meno importanti con il chitarrista Dweezil Zappa, con il cantante Prince e il fotografo Barry Hollywood.
Nel 1993 è convolata a nozze con il musicista Toulouse Holliday, dal quale si è separata nel 1997. Dalla loro unione, nel 1994 è nato Myles. Sherilyn vive a Los Angeles assieme al figlio Myles e al suo nuovo compagno, Dylan Stewart, dal quale nell'agosto del 2007 ha avuto il secondo figlio, Christian. 
Nel 2009 crea il suo blog, dal titolo Postcards from the Ledge.

## Riconoscimenti
- 1990, è apparsa nella pagina principale del celebre giornale Rolling Stone.
- 1990, riempie 14 pagine del celebre giornale Playboy.
- 1991, US Magazine la elegge una delle dieci donne più belle al mondo.
- 1991, i lettori di People la eleggono fra le 50 persone più belle nel mondo.
- 1991, posa per il fotografo Steven Meisel per la pubblicità autunno e inverno di Dolce & Gabbana.
- 1992, Cosmopolitan la elegge donna più sexy.
- 1995, FHM Magazine la elegge fra le cento donne più belle al mondo.
- 1996, lo scomparso Femme Fatales la elegge la 32° figura più sexy nella fantascienza.
- 1996, il Daily Mirror la elegge una fra le cento donne più belle al mondo.
- 1997, il magazine Maxim, la elegge una fra le donne più desiderate
- 2006, il magazine australiano Zoc Weekly ha eletto il suo corpo uno fra i 50 più belli.
- È stata paragonata a Marilyn Monroe, Ava Gardner ed Elizabeth Taylor.
- I lettori di Batman l'hanno definita la Selina Kyle/Catwoman ideale.
- Sherilyn ha ispirato gli Audrey Horne, band norvegese nata nel 2002.
- Sherilyn è citata nella canzone Razon Burn, brano del 1995 tratto dall'album Hoss, interpretato dal gruppo pop/punk Lagwagon.
- Il musicista e compositore Screamin' Jay Hawkins ha dedicato a Sherilyn la canzone Sherilyn Fenn, brano datato 1993. I due si sono conosciuti sul set di Congiunzione di due lune.
- Nel dicembre 2007, la redazione di AOL elegge le 50 attrici più sexy dei telefilm, Sherilyn si piazza al 32º posto.
- Nel marzo 2008, la rivista Wizard elegge le venticinque donne più sexy della tv, Sherilyn guadagna la 22ª posizione.[6]

## Premi e candidature
Nel 1990 è stata candidata agli Emmy Awards per Twin Peaks, come migliore attrice non protagonista in una serie drammatica.
Nel 1991 è stata candidata ai Golden Globe per la sua partecipazione a Twin Peaks, come migliore attrice non protagonista in una serie, miniserie o film TV.

## Filmografia

### Cinema
- The Wild Life, regia di Art Linson (1984)
- Dummies, regia di Laurie Frank (1985) - cortometraggio
- Un ragazzo come gli altri (Just One of the Guys), regia di Lisa Gottieb (1985)
- Fuori controllo (Out of Control), regia di Allan Halzman (1985)
- Il replicante (The Wraith), regia di Mike Marvin (1986)
- Thrashin' - Corsa al massacro (Trashin), regia di David Winters (1986)
- Scuola di zombi (Zombi High) - regia di Ron Link (1987)
- Congiunzione di due lune (Twoo Moon Junction), regia di Zalman King (1988)
- Crime zone, regia di Luis Llosa (1989)
- True Blood, regia di Frank Kerr (1989)
- Cuore selvaggio (Wild at Heart), regia di David Lynch (1990)
- Meridian (Meridian, Kiss of the Beast), regia di Charles Band (1990)
- La ragazza dello slum (Backstreet Dreams), regia di Rupert Hitzig e Jason O'Malley (1990)
- Desiderio e passione al Sunset Motel (Desire and Hell at Sunset Motel), regia di Alien Castle (1991)
- Diario di un Killer (Diary of a Hitman), regia di Roy London (1991)
- Ruby - Il terzo uomo a Dallas (Ruby), regia di John Mackenzie (1992)
- Uomini e topi (Of Mice and Men), regia di Gary Sinise (1992)
- Our Hollywood Education, regia di Michael Beltrami (1992)
- Fatal Instinct - Prossima apertura (Fatal Instinct), regia di Carl Reiner (1993)
- Tre di cuori (Three of Hearts) regia di Yurek Bogayevicz (1993)
- Boxing Helena, regia di Jennifer Lynch (1993)
- Equivoci d'amore (Just Write), regia di Andrew Gallerani (1997)
- Lovelife, regia di Jon Harmon Feldman (1997)
- Ombre aliene (The Shadow Men), regia di Timothy Bond (1997)
- Outside Ozona, regia di J.S. Cardone (1998)
- Darkness Falls, regia di Gerry Lively (1999)
- Cement - Fino all'ultimo colpo (Cement), regia di Adrian Pasdar (1999)
- La truffa perfetta (Swindle), regia di K.C. Bascombe (2002)
- Il delitto Fitzgerald (The Unit States of Leland), regia di Matthew Ryan Hoge (2003)
- Dream Warrior, regia di Zachary Weintraub (2003)
- Whitepaddy, regia di Geretta Geretta (2006)
- Novel Romance, regia di Emily Skopow (2006)
- Treasure Riders, regia di Brent Huff (2007)
- Lesser of the Evils, regia di Wayne Kennedy (2007)
- The Sceneters - regia di Todd Berger (2009)
- Raze, regia di Josh C. Waller (2013)
- Bump (cortometraggio) (2013)
- The Brittany Murphy Story (2015)
- Unnatural (2016)
- Wish Upon (2017)
- Shooting Heroin (2020)
- Immortalist (2021)
- Something about her (2021)

### Televisione
- Il silenzio nel cuore (Silence of the Heart), regia di Richard Michaels - film TV (1984)
- Cin cin (Cheers) - serie TV, 1 episodio (1985)
- Heart of the City - serie TV, 1 episodio (1986)
- 21 Jump Street - serie TV, 1 episodio (1987)
- Tales from the Hollywood Hills: A Table at Ciro's, regia di Leon Ichaso - film TV (1987)
- Divided We Stand, regia di Michael Tuchner - film TV (1988)
- ABC Afterschool Specials - serie TV, 1 episodio (1988)
- TV 101 - serie TV, 1 episodio (1989)
- I segreti di Twin Peaks (Twin Peaks) - serie TV, 30 episodi (1990-1991)
- Dillinger - Nemico pubblico numero uno (Dillinger), regia di Rupert Wainwright - film TV (1991)
- Il fiume racconta (Spring Awakening), regia di Jack Gold - film TV (1994)
- I racconti della cripta (Tales from the Crypt) - serie TV, 1 episodio (1995)
- Liz, la diva dagli occhi viola (Liz: The Elizabeth Taylor Story), regia di Kevin Connor - miniserie TV (1995)
- Slave of Dreams, regia di Robert M. Young - film TV (1995)
- Le stagioni dell'odio (A Season in Purgatory), regia di David Greene - miniserie TV (1996)
- The Assassination File, regia di John Harrison - film TV (1996)
- Friends - serie TV, episodio 3x14 (1997)
- L'analista del padrino (The Don's Analyst), regia di David Jablin - film TV (1997)
- Prey - serie TV, 1 episodio (1998)
- Identità rubata (Nightmare Street), regia di Colin Bucksey - film TV (1998)
- Cupid - serie TV, 1 episodio (1998)
- Rude Awakening - serie TV, 55 episodi (1998-2001)
- Love American Style, regia di Barry Kemp e Robin Schiff - film TV (1999)
- Blind Men - film TV (2001)
- Oltre i limiti (The Outer Limits) - serie TV, 1 episodio (2001)
- Night Visions - serie TV, 1 episodio (2001)
- Off Season, regia di Bruce Davison - film TV (2001)
- Watching Ellie - serie TV, 2 episodi (2002)
- Dawson's Creek - serie TV, 3 episodi (2002)
- Birds of Prey - serie TV, episodio pilota mai trasmesso (2002)
- Law & Order - Unità vittime speciali (Law & Order: Special Victims Unit ) - serie TV, 1 episodio (2002)
- Traccia pericolosa - Scent of Murder (Scent of Murder), regia di Peter Svatek - film TV (2002)
- Voci nella notte (Nightwaves), regia di Jim Kaufman (2003)
- Boston Public - serie TV, 4 episodi (2003-2004)
- Una mamma per amica (Gilmore Girls) - serie TV, 9 episodi (2003-2007)
- NCIS - Unità anticrimine (NCIS) - serie TV, episodio 1x10 (2004)
- Century City - serie TV, 1 episodio (2004)
- Pop Rocks, regia di Ron Lagomarsino - film TV (2004)
- Mr. Ed, regia di Michael Spiller - film TV (2004)
- Giudice Amy (Judging Amy) - serie TV, 1 episodio (2005)
- 4400 - serie TV, 1 episodio (2005)
- Officer Down, regia di Christopher Miller - film TV (2005)
- Il dolce brivido dell'inganno (Deadly Isolation), regia di Rodney Gibbons – film TV (2005)
- Three Moons Over Milford - serie TV, 1 episodio (2006)
- CSI: Miami - serie TV, 1 episodio (2006)
- Presumed Dead, regia di George Mendeluk - film TV (2005)
- Hazzard - I Duke alla riscossa (The Dukes of Hazzard: The Beginning), regia di Robert Berlinger - film TV (2007)
- Smith - serie TV, 1 episodio (2007)
- Dr. House - Medical Division (House, M.D.) – serie TV, episodio 5x11 (2008)
- In Plain Sight - Protezione testimoni (In Plain Sight) - serie TV, 1 episodio (2009)
- Psych - serie TV, 1 episodio (2010)
- Bigfoot, regia di Bruce Davison - film TV (2012)
- Magic City - serie TV, 4 episodi (2013)
- CSI - Scena del crimine (CSI) - serie TV, 1 episodio (2014)
- Ray Donovan – serie TV, seconda stagione (2015) in Donna Cochran
- Criminal Minds – serie TV, 1 episodio (2016)
- Shameless – serie TV, sesta stagione (2016)
- Twin Peaks - serie TV, 4 episodi (2017)
- Titans (2018)
- Golia (Goliath) - serie TV, 8 episodi (2019)
- S.W.A.T. - serie tv, 9 episodi (2017-2019)

## Doppiatrici italiane
Nelle versioni in italiano delle opere in cui ha recitato, Sherilyn Fenn è stata doppiata da:
- Laura Boccanera in Fatal Instinct - Prossima apertura, Tre di cuori, Boxing Helena, Hazzard - I Duke alla riscossa, CSI: Miami, Una mamma per amica (st. 6-7)
- Cristina Boraschi in Outside Ozona, Criminal Minds, Shameless, S.W.AT.
- Alessandra Korompay in Night Visions, Dawson's Creek, Psych, Wish Upon
- Loredana Nicosia ne I segreti di Twin Peaks, Cuore selvaggio, Uomini e topi
- Francesca Guadagno in Diario di un Killer, Traccia pericolosa, Il dolce brivido dell'inganno
- Cristiana Lionello ne Il replicante
- Emanuela Rossi in Congiunzione di due lune
- Isabella Pasanisi in Ruby - Il terzo uomo a Dallas
- Monica Ward in Ombre aliene
- Emanuela Amato in Liz, la diva dagli occhi viola
- Pinella Dragani in Rude Awakening
- Daniela Calò in Law & Order - Unità vittime speciali
- Claudia Razzi in Una mamma per amica (ep. 3x21)
- Roberta Pellini in NCIS - Unità anticrimine
- Alessandra Grado in Dr. House - Medical Division
- Patrizia Bracaglia in Bigfoot
- Aurora Cancian in CSI - Scena del crimine
- Lorenza Biella in Major Crimes
- Roberta Greganti in Twin Peaks (2017)
- Paola Majano in Goliath